# Juan Postigos
Juan Miguel Postigos Acuña (* 13. května 1989 v Limě, Peru) je peruánský zápasník-judista.

## Sportovní kariéra
S judem začínal v rodné Limě v 11 letech v klubu Takenori Ito pod vedením Germána Velasca. V roce 2010 obdržel grant od Mezinárodního olympijského výboru pro přípravu v cizině a od roku 2011 žije trvale ve Francii v Rouen, kde se připravuje pod vedením Sebastiena Mansoise a Yvaina Delanoye. V roce 2012 dosáhl na panamerickou kontinentální kvótu pro účast na olympijských hrách v Londýně. Na olympijských hrách startoval i přes vážné problémy s kolenem a vypadl v prvním kole na ippon s Italem Elio Verdem. V roce 2016 dosáhl na panamerickou kontinentální kvótu pro účast na olympijských hrách v Riu a vypadl v úvodním kole s Ázerbájdžáncem Orchanem Safarovem.

### Vítězství
- 2011 - 1x světový pohár (Miami)

## Výsledky
| Olympijské hry          |     |     | —  |     |     |     | úč. |     |     |     | úč. |  |  |  |  |  |  |  |  |  |  |  |  |
| Mistrovství světa       |     | úč. |    | úč. | úč. | úč. |     | úč. | úč. | úč. |     |  |  |  |  |  |  |  |  |  |  |  |  |
| Panamerické hry         |     | 5.  |    |     |     | 3.  |     |     |     | 5.  |     |  |  |  |  |  |  |  |  |  |  |  |  |
| Panamerické mistrovství | 7.  | 5.  | 7. | 7.  | 3.  | úč. | —   | 7.  | úč. | 5.  | 3.  |  |  |  |  |  |  |  |  |  |  |  |  |
| MS juniorů              | úč. |     | —  |     |     |     |     |     |     |     |     |  |  |  |  |  |  |  |  |  |  |  |  |